# Гаражний рок
Гаражний рок (garage rock) чи як його ще іноді називають 60's punk (панк шістдесятих) — це форма рок-н-ролу, котра з'явилась, набула розвитку і популярності в Америці та Канаді на початку 60-х років минулого сторіччя.
Головним фактором, який вплинув на розвиток гаражного року стало Британське вторгнення (англ. British Invasion) — період повальної моди в США на англійську музику, що асоціювався з такими колективами як The Kinks, The Animals, The Yardbirds, The Pretty Things, The Who, The Rolling Stones і, звісно, The Beatles.
Незабаром почали з'являтися молоді місцеві гурти, які брали за основу британське звучання і перегравали його на свій лад, а репетиції свої проводили в гаражах на старому, іноді саморобному, обладнанні, звідки й пішла назва цього музичного напрямку — гаражний рок, а притаманні дефекти та шуми у записах, експерименти зі звуком та музичною формою, доволі жорсткий вокал та нарочито непрофесійна гра на музичних інструментах і стали головними ознаками цього стилю. Сама назва «Гаражний рок» з'явилася пізніше, а сам підхід до творчості назвуть DIY(«do it yourself», тобто «саморобки»).
Щоб усвідомити масштаб впливу цього стилю 60-х на подальший розвиток рок-музики, достатньо просто знати, що з гаражного року беруть своє коріння такі музичні напрямки, як панк (punk), альтернативний рок (alternative rock), психоделічний рок (psychedellic rock).
До найпопулярніших гуртів гаражного року відносять: The Sonics, The Seeds, The Kingsmen, The Shadows of Knight, The Standells, The Count 5, The Troggs, The Music Machine